# Maria Brosius
Maria Brosius ist eine deutsche Althistorikerin, die im Vereinigten Königreich und in Kanada arbeitete. Ihr Spezialgebiet ist das Achämenidenreich.

## Werdegang
Maria Brosius wurde nach einem Studium unter anderem bei Ruth Altheim-Stiehl an der Universität Münster 1996 an der Universität Oxford mit der Studie Women in Ancient Persia promoviert. Sie arbeitete zwischen 1995 und 1998 als Dozentin für Alte Geschichte am Queens’ College der Universität Cambridge und zwischen 2000 und 2005 an der Newcastle University. 2005 war sie Gastprofessorin am St John’s College und zwischen 2005 und 2007 am Wolfson College in Oxford mit einem Leverhulme Major Research Fellowship. 2006 bis 2007 arbeitete sie als wissenschaftliche Mitarbeiterin am Institut für Altorientalistik der Freien Universität Berlin. Von 2013 bis 2019 war sie Associate Professor of Near and Middle Eastern Civilisations  am Department of Near and Middle Eastern Civilizations der University of Toronto.

## Schriften (Auszug)
- Women in Ancient Persia: 559–331 BC. Oxford University Press, Oxford 1996, ISBN 0-19-815009-1 (Dissertation).
- (Hrsg.): Ancient archives and archival traditions. Concepts of record-keeping in the ancient world.Oxford University Press, Press 2003, ISBN 978-0-19-925245-9
- The Persians: An Introduction. Routledge, London/New York 2006, ISBN 978-0-415-32090-0.
- A History of Ancient Persia: The Achaemenid Empire. Wiley-Blackwell Hoboken, New Jersey 2020, ISBN 978-1-444-35092-0.